# جيمس جونسون (موظف ديني)
جيمس جونسون (بالإنجليزية: James Johnson)‏ هو موظف ديني ‏ نيجيري، ولد في 1836 في سيراليون، وتوفي في 1917.